# Grand Prix automobile de Tchécoslovaquie 1935
Le Grand Prix automobile de Tchécoslovaquie 1935 est un Grand Prix qui s'est tenu sur le circuit de Brno le 29 septembre 1935. La course était également ouverte aux voiturettes, s'élançant après les monoplaces de Grand Prix et bénéficiant d'un classement spécial.

## Grille de départ
| 1re ligne | Pos. 1              |                      | Pos. 2            |
| --------- | ------------------- | -------------------- | ----------------- |
|           | Stuck Auto Union    |                      | Varzi Auto Union  |
| 2e ligne  |                     | Pos. 3               |                   |
|           |                     | Rosemeyer Auto Union |                   |
| 3e ligne  | Pos. 4              |                      | Pos. 5            |
|           | Hartmann Maserati   |                      | Pohl Bugatti      |
| 4e ligne  |                     | Pos. 6               |                   |
|           |                     | Wimille Bugatti      |                   |
| 5e ligne  | Pos. 7              |                      | Pos. 8            |
|           | Nuvolari Alfa Romeo |                      | Chiron Alfa Romeo |
| 6e ligne  |                     | Pos. 9               |                   |
|           |                     | Brivio Alfa Romeo    |                   |

## Classement de la course
| Pos. | no | Pilote                  | Écurie                     | Châssis           | Tours | Temps/Abandon               | Grille |
| ---- | -- | ----------------------- | -------------------------- | ----------------- | ----- | --------------------------- | ------ |
| 1    | 8  | Bernd Rosemeyer         | Auto Union AG              | Auto Union Type B | 17    | 3 h 44 min 10 s 6           | 3      |
| 2    | 16 | Tazio Nuvolari          | Scuderia Ferrari           | Alfa Romeo Tipo C | 17    | + 6 min 37 s 8              | 8      |
| 3    | 18 | Louis Chiron            | Scuderia Ferrari           | Alfa Romeo Tipo B | 17    | + 6 min 41 s 6              | 7      |
| 4    | 20 | Antonio Brivio          | Scuderia Ferrari           | Alfa Romeo Tipo B | 17    | + 8 min 14 s 4              | 9      |
| 5    | 10 | László Hartmann         | Privé                      | Maserati 8CM      | 15    | + 2 tours                   | 4      |
| Abd. | 4  | Hans Stuck Paul Pietsch | Auto Union AG              | Auto Union Type B | 13    | Moteur                      | 1      |
| Abd. | 6  | Achille Varzi           | Auto Union AG              | Auto Union Type B | 12    | Moteur ou boîte de vitesses | 2      |
| Abd. | 14 | Jean-Pierre Wimille     | Automobiles Ettore Bugatti | Bugatti Type 59   | 6     | Retrait volontaire          | 6      |
| Abd. | 12 | Zdenek Pohl             | Valdemar Gut               | Bugatti Type 51   | 6     |                             | 5      |

## Pole position et record du tour
- Pole position :  Hans Stuck (Auto Union) par tirage au sort.
- Meilleur tour en course :  Achille Varzi (Auto Union) en 12 min 45 s 1 (137,105 km/h).

## Tours en tête
- Hans Stuck (1-?)
- Achille Varzi (?-12)
- Bernd Rosemeyer (13-17)

## À noter
- Première victoire en Grand Prix pour Bernd Rosemeyer
- Parti avec trois côtes cassées à la suite d'un accident de la route survenue la veille, Jean-Pierre Wimille dut renoncer après six tours.
- Durant la course, Hans Stuck fut percuté par un perdreau. Blessé au visage, il dut renoncer, relayé par Paul Pietsch.
- À la suite du forfait de l'équipe Mercedes-Benz, on ne compte que neuf voitures de Grand Prix au départ.